# Cattedrale della Natività della Beata Vergine Maria (Biloxi)
La cattedrale della Natività della Beata Vergine Maria è una cattedrale cattolica situata a Biloxi, Mississippi, negli Stati Uniti d'America, ed è sede della diocesi di Biloxi.

## Storia
La cattedrale è stata progettata da Theodore Brune e costruita da JF Barnes & Company di Greenville, Mississippi, nel 1902, dopo che la chiesa originaria posta sullo stesso sito fu distrutta da un incendio nel novembre del 1900. La dedicazione è stata celebrata il 14 settembre 1902. Le vetrate sono state donate alla chiesa nel 1906. Nel 1929 l'interno della chiesa è stato dipinto grazie ad una donazione effettuata da Alfred E. Smith, governatore dello stato di New York.
La cattedrale è stato aggiunta al registro nazionale dei luoghi storici nel 1984.